# كيسة (أحياء)

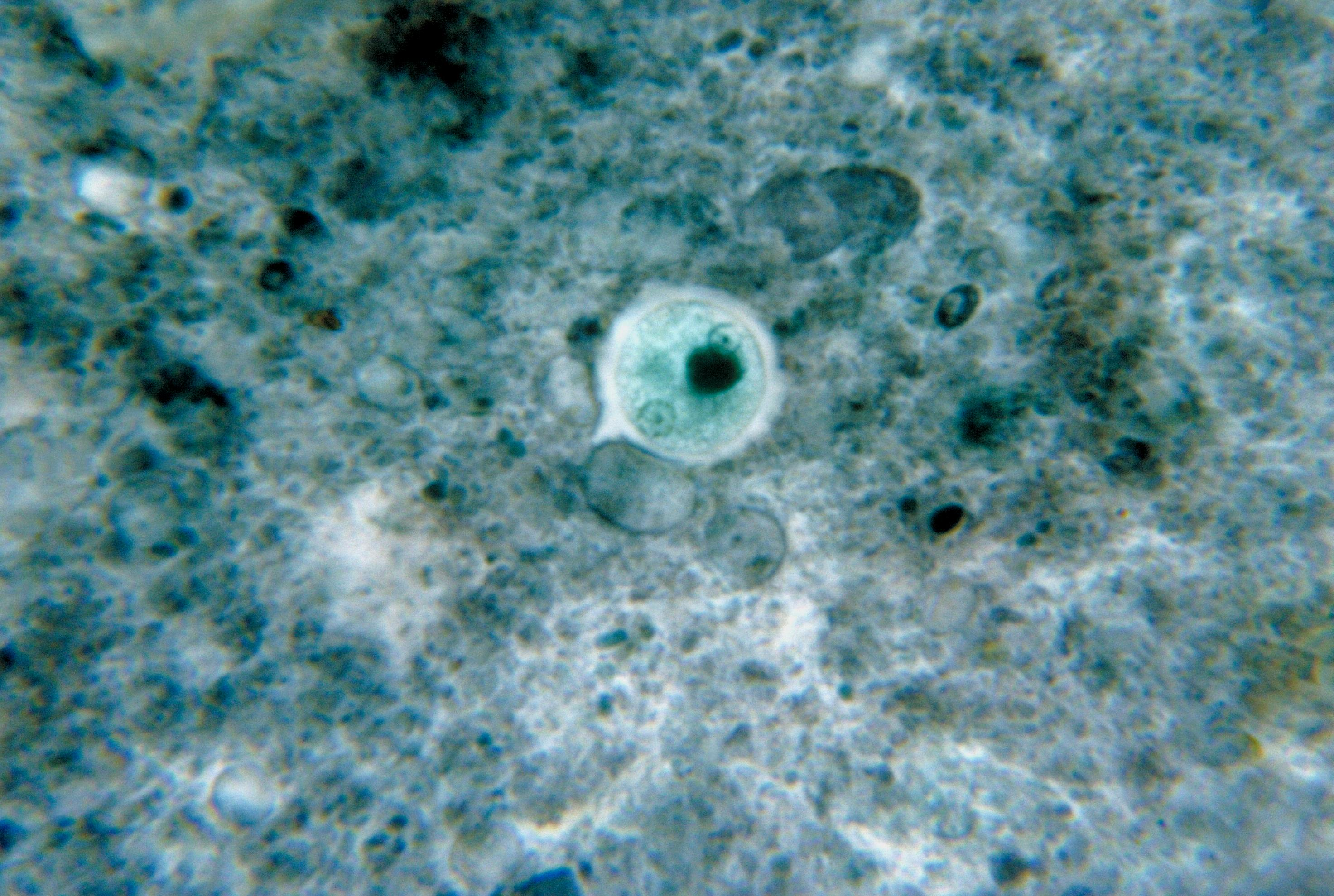
طور الكيسة (وسط الصورة)

الكِيسَة [او بالإنجليزية: cyts] طور هامد من دورة حياة جرثومة أو طفيلي، لمقاومة الظروف البيئية غير المناسبة.
يمكن اعتبارها حالة معلقة حيث يتم إبطاء عمليات التمثيل الغذائي للخلية وتتوقف الخلية عن جميع الأنشطة مثل التغذية والحركة. يساعد التشكُّل، وهو تكوين الكيس، الميكروب على الانتشار بسهولة، من مضيف إلى آخر أو إلى بيئة أكثر ملاءمة. عندما يصل الميكروب المغمور إلى بيئة مواتية لنموه وبقائه، ينهار جدار الكيس بعملية تعرف باسم الإثارة. في التحفيز، يكون التحفيز الدقيق غير معروف لمعظم الأوليات.